# Altitun
Altitun var ett lasertillverkningsbolag som var kronskeppet i optoboomen i Stockholm runt år 2000. Företaget tillverkade avstämbara lasrar avsedda för fiberoptisk telekommunikation. Bolaget grundades 1997 av fem forskare från KTH och köptes för 7,9 miljarder kronor av amerikanska ADC tre år senare. Två år senare avvecklades bolaget. Delar av verksamheten övergick till det nystartade företaget Syntune, som 2009 köptes av norska Ignis. Efter ytterligare förvärv bedrivs nu tillverkningen av avstämbara lasrar av bolaget Finisar, huvudsakligen i Järfälla, Sverige.
Företagets öde användes av författarna till boken Globala förkastningar av Jan Jörnmark och Lennart Ramberg, tidigare VD för företaget, för att beskriva IT-bubblans framväxt, utveckling och sammanbrott.